# Türk Berta
Türk Berta (Bécs, 1888. április 22. – Sydney, 1960. április 29.) magyar kabaré-énekesnő, színésznő.

## Életpályája
Türk Gyula és Reiner Erzsébet leányaként született. A bécsi színpadokon már gyermekkorában fellépett, majd a budapesti Foliès Caprice-hoz szerződött. 1918–1927 között tagja volt a Kis Komédiának. 1927–1928 között valamint 1935–1944 között a Komédiának. 1945–1948 között a Kamara Varietében lépett fel. 1946-ban megalapította a rövid életű Sörkabarét. 1946-ban a Népvarietében volt látható. 1946–1949 között a Royal Revü Varietében is szerepelt.
A szocializmus elől Ausztráliába, leányához, Rott Katóhoz vándorolt ki, itt több magyar előadásban szerepelt. Népszerűségét növelték németül előadott pikáns dalai. Később magyar nyelven, de akcentussal folytatta ezt a műfajt.
A magyar kabaré népszerű előadója volt, dekoratív megjelenése, humora sok rajongót vonzott.

## Magánélete
1910. május 31-én Budapesten, a Terézvárosban feleségül ment Rott Sándor színészhez.
1960-ban öngyilkosság következtében vesztette életét.

## Színházi szerepei
- Haáz István: Der Luftturner – Ellen
- Golz: Herr Pick in Audienz – Ihre Hoheit
- Török Rezső: A kéményseprők – Lizi

## Filmjei
- A suszterherceg (1914)
- Az újszülött apa (1916)
- Jobb erkölcsöket! (1918)
- Te csak pipálj Ladányi (1938)
- Hazugság nélkül (1946)